# Invasions bàrbares

Invasions bàrbares. Tots els pobles assenyalats, excepte els huns, són germànics

Les invasions bàrbares van ser un gran moviment migratori de poblacions de l'est i del sud que van envair l'Imperi Romà des de l'inici del segle iv fins al segle vi: els vàndals, els huns, els visigots, els francs, els angles i els saxons. Durant la decadència de l'Imperi Romà, van ser molts els pobles bàrbars (estrangers) que, aprofitant les dissidències internes, es van aproximar a les seves fronteres i s'hi van establir, pressionant de manera permanent per entrar-hi. Els bàrbars van aconseguir penetrar-hi lentament entre els segles I i IV, i s'establiren a l'interior fins que, finalment, pressionats per altres pobles, ho van fer de forma violenta. Les invasions bàrbares, en tant que causants de la caiguda de l'Imperi Romà, es consideren l'inici de l'edat mitjana.
Aquestes són les més importants i les que van causar un major impacte en l'àmbit social, econòmic i polític. Es van produir en tres onades:

## Antecedents històrics

### Decadència de l'Imperi romà d'Occident
Definir el paper precís que van jugar les grans migracions en el col·lapse de l'Imperi romà d'Occident constitueix un exercici difícil. És cert que Roma a la fi del segle iv principis del ja segle v  no tenia la capacitat d'impedir l'arribada de nouvinguts i menys encara d'integrar-los en l'imperi, com havia fet en el passat. L'establiment de «regnes» (regna) germànics en els segles segle v i segle vi en l'oest de l'imperi per tant continua sent un procés complex i difícil d'entendre, al contrari del que es pensava durant molt de temps descrivint les coses de manera bastant simplista.
Així, en el seu llibre L’Empire chrétien publicat en 1947, l'historiador André Piganiol defensa la tesi de la destrucció de la civilització romana pels germànics. Una tesi tan simple ja no pot sostenir-se avui dia, els francs són considerats per sant Remigi com els guardians del país i els garants del dret (romà). De la mateixa manera, especialment durant la primera meitat del segle xx molts historiadors tant en el món romanç com en l'anglosaxó han desenvolupat teories que reflectien més el conflicte dels seus governs amb el llavors Estat alemany que la realitat històrica. A canvi, molts historiadors nacionalistes alemanys, principalment en l'època del nazisme, van intentar provar la pretesa «herència alemanya» de l'època de les grans migracions. Les recerques realitzades des de la dècada de 1970 han emfatitzat que l'Antiguitat tardana (i, per tant, l'era de les grans migracions) va ser un període de transformació cultural en el qual els pobles migrants van exercir un paper fonamental. Al mateix temps, reconeixen que aquest va ser un període de gran violència i considerable declivi econòmic.

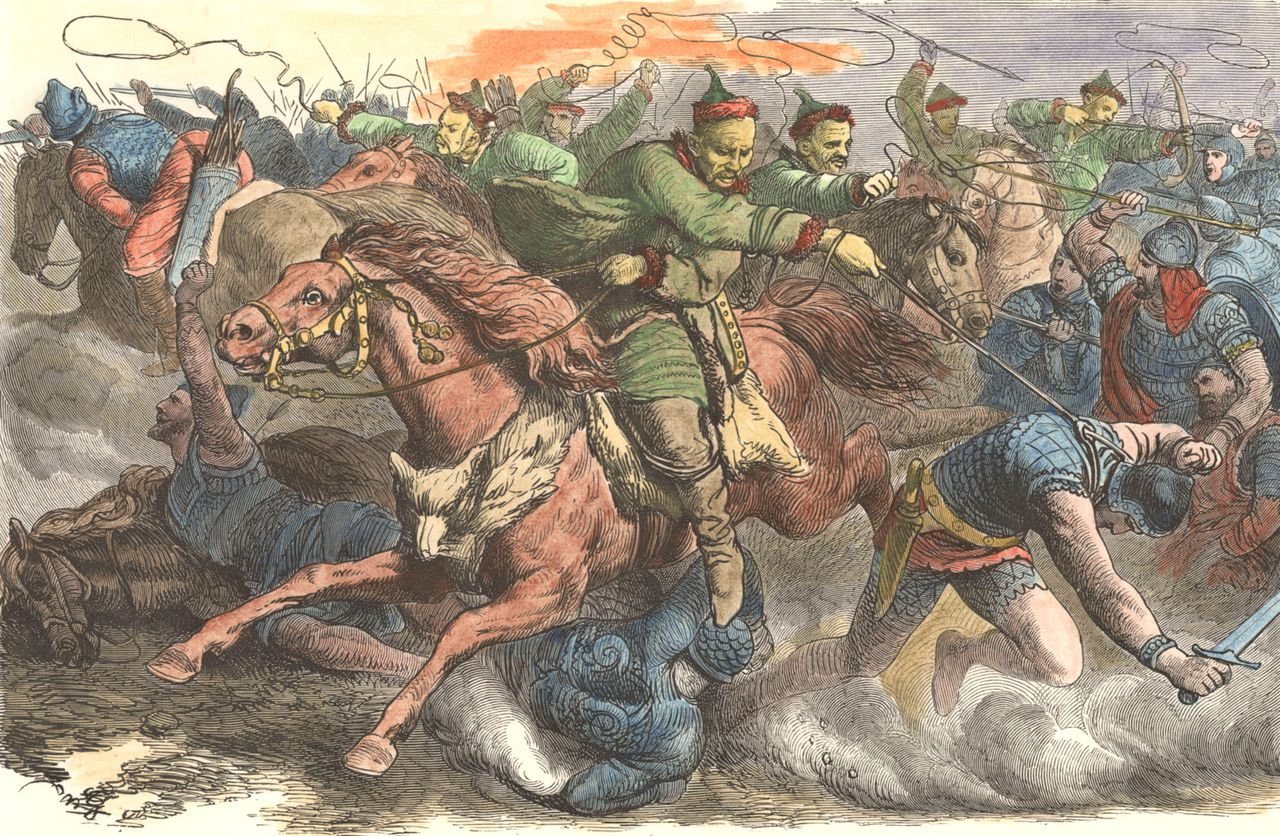
La invasió dels huns va precipitar la decadència de l'Imperi romà d'Occident. Il·lustració de Geiger (1873): Els huns en batalla contra els alans.

La majoria dels historiadors, no obstant això, estan d'acord a veure en l'arribada dels huns una de les principals causes del declivi de l'Imperi romà d'Occident. Per contra, l'Imperi romà d'Orient, inicialment el seu primer objectiu, va resistir als seus assalts principalment perquè aquestes tribus no podien passar d'Europa cap a les riques províncies de l'Àsia Menor, provant ser les muralles de Constantinoble sempre un obstacle insuperable. Lluitant contra aquests invasors, l'Imperi d'Orient no va poder mobilitzar recursos per a secundar eficaçment la resistència de l'Imperi d'Occident. A nivell cultural, la cultura clàssica de l'Antiguitat, segons una hipòtesi tradicional, ja no tindria la vitalitat necessària per a sobreviure en la part del continent europeu on gradualment, després de la instal·lació d'aquests pobles, es va produir una fusió de les cultures germànica i romana; aquesta idea d'un declivi cultural, no obstant això, és generalment rebutjada pels historiadors actuals. Al llarg del segle v la política romana va consistir la major part del temps a enfrontar a les diverses tribus bàrbares entre si; així, va enfrontar als visigots d'Espanya contra els vàndals i, més tard, als ostrogots d'Itàlia contra Odoacre. En el marc d'aquesta política, les victòries romanes apareixen en la majoria dels casos parcials, poc sòlides i portadores de les llavors d'un afebliment posterior; de fet, en sortir militarment derrotats per Roma, els reis bàrbars van negociar la seva submissió enfront de nous avantatges, enfortint-los enfront d'una autoritat central cada vegada més afeblida.
Tradicionalment, s'ha considerat la «barbarización» progressiva de l'exèrcit romà com una de les causes de la «decadència» de l'imperi, mentre que els historiadors moderns consideren més aviat que es tractaria d'una evolució que, a través dels «bàrbars» integrats en l'exèrcit regular romà i així romanitzat, però sobretot a través dels foederati germànics, conduirà a la substitució per etapes de l'Imperi romà d'Occident per regnes germànics, del qual, no obstant això, continua sent el model. En el pla econòmic, el pas a les mans dels pobles germànics de les províncies més riques, en particular les del nord d'Àfrica, va transferir gradualment els recursos financers de l'Imperi cap als seus foederati, enrolats en les files d'un exèrcit cada vegada menys «romà de cep» (si és que aquest sintagma té algun significat, atès que Roma va integrar així als pobles al llarg de la seva història). La novetat és que les tropes dels foederati germànics escapaven progressivament al control de l'emperador reemplaçant gradualment a les tropes regulars, establint regnes de facto si no independents, almenys autònoms. Escapant a poc a poc a l'autoritat de l'emperador d'Occident, van continuar acceptant, almenys teòricament fins al segle vi el poder nominal de l'emperador romà d'Orient la legitimitat del qual van reforçar.
Les guerres de l'emperador Justinià per a restaurar l'Imperi a Occident (Itàlia, Dalmàcia, sud-est d'Hispània, illes del Mediterrani occidental, Àfrica del Nord) mostren alhora que en 550 una intervenció imperial continuava sent possible, però que els seus recursos militars no eren suficients per a recuperar també la Gàl·lia franca i tota la Hispània visigoda. La complexitat i la progressivitat dels canvis no van permetre als contemporanis percebre cap «caiguda de l'Imperi Romà» que, de la nit al dia, hauria estat reemplaçada pel «regnat dels bàrbars»: aquesta visió reduccionista es va forjar més tard, després que molts governants succeïssin als regnes germànics, des de Carlemany fins a Napoleó passant pels «Emperadors dels romans», van tenir com a horitzó polític, durant més de mil anys, la reconstitució de l'Imperi per al seu benefici.

### Regnes romanogermànics

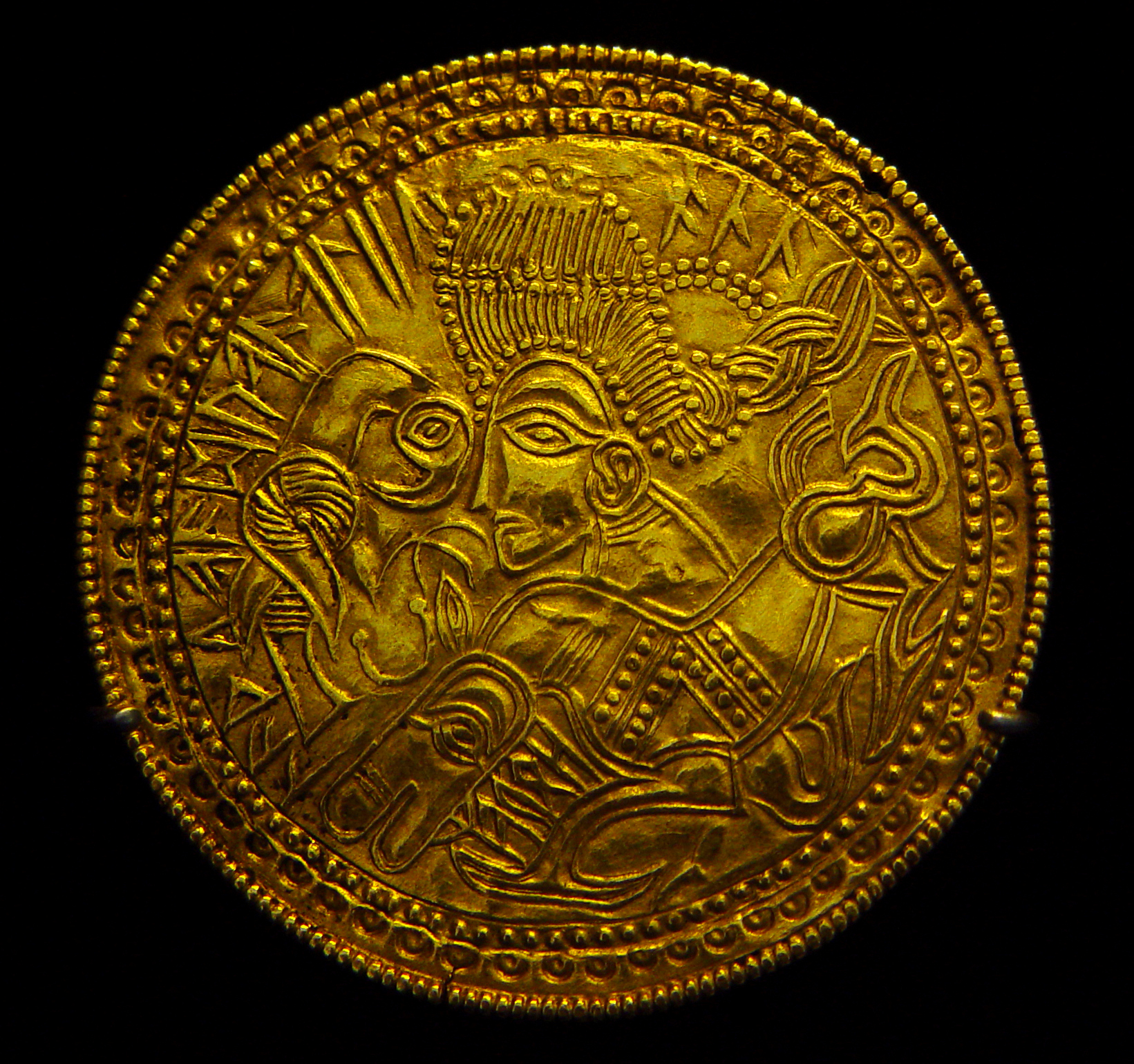
Un braçalet d'or que data del període migratori germànic, mostrant un ocell, un cavall i un rostre estilitzat amb un Wōden i, el que serà més tard en la rúnica inclou el terme religiós alu.

L'administració romana, per la seva eficàcia, va jugar un paper fonamental en la creació dels regnes (regna) germànics en el territori de l'imperi: regne got a Itàlia (ocupat, més tard, pels llombards) i el regne visigot a Espanya, regne vàndal a l'Àfrica del Nord, francs i burgundis a la Gàl·lia; els petits regnes anglosaxons de Bretanya van jugar un paper particular referent a això en ser més autònoms enfront de les antigues institucions romanes.
Per contra, tots aquests regna van exercir una influència considerable en el desenvolupament d'Europa en l'Edat mitjana. De no haver estat pel model pres de l'Imperi romà de l'Antiguitat tardana, aquests petits regnes, que van continuar mantenint molts vincles amb l'imperi, no haguessin existit. Va ser gràcies a aquest model, per exemple, que els visigots d'Espanya i els ostrogots d'Itàlia van poder assimilar la cultura romana i possiblement utilitzar-la per al seu propi fi sense destruir-la. Com va escriure el medievalista Patrick J. Geary:
| « | El món germànic va ser potser la creació més brillant i duradora del geni polític i militar de Roma. | Le monde germanique fut peut-être la plus brillante et la plus durable création du génie politique et militaire de Rome | » |

Aquesta integració dels pobles germànics, no obstant això, va continuar sent més difícil a causa de les oposicions doctrinals que dividien al món cristià. En establir-se en el territori de l'imperi, els nouvinguts, fins llavors pagans, van adoptar amb bastant rapidesa la fe cristiana, però sovint seguien la confessió arriana, trobant-se així en conflicte amb les autoritats imperials del moviment catòlic.
Numèricament, els nouvinguts germànics van constituir grups amb efectius significativament més baixos que els dels romans. Encara que només són possibles estimacions, la veritat és que els autors de l'Antiguitat i de l'Edat mitjana van tenir una clara propensió a l'exageració. De 20.000 a 30.000 soldats (als quals cal afegir dones, nens, ancians) probablement constituïen el límit absolut d'aquests grups de migrants, que moltes vegades serien molt menys quan es tractés de grups d'aventurers liderats per «senyors de la guerra». Per tant, els germànics no van constituir en qualsevol cas més que una petita minoria dins de les poblacions romanes a les províncies on es van assentar, la qual cosa sovint els va animar a adoptar una política de cooperació amb els autòctons de manera que es pot parlar efectivament de «regnes romà-germànics». D'aquests diversos regnes, només els dels francs, llombards, anglosaxons i visigots van conèixer una existència duradora.

## Primera onada (segleivi principis delv)
La primera onada d'invasions bàrbares afectà gran part del continent i va ser protagonitzada pels pobles ostrogots, visigots, huns, sueus, vàndals, alans i burgundis. L'ocupació d'aquests pobles comença a causa dels huns, que amb afany de conquerir els pobles veïns originen un moviment en cadena cap a Occident. Als huns se'ls afegeixen els alans i els ostrogots, que pressionen el poble visigot i aquest es veu obligat a demanar a l'Imperi Romà l'entrada a l'altra part del limes (frontera).
El rei dels visigots, Atanaric, va intentar la resistència davant dels huns a la riba del Tiras, però els huns eren imparables i finalment van optar per l'emigració. Dos-cents mil gots (entre els quals gent d'Atanaric i potser ell mateix) van aparèixer a la frontera romana del Danubi demanant entrar, mentre una delegació era enviada a l'emperador, a Antioquia, encapçalada pel bisbe got Úlfila. Valent va decidir autoritzar els gots a entrar a l'Imperi Romà després de comprovar el seu cristianisme, però amb les condicions que només entrarien una part dels seus contingents, que havien de deixar les armes a la frontera i que lliuressin els infants com a ostatges. Els gots que van travessar el Danubi, dirigits per Alaviv i Fritigern, van ser rebuts a Tràcia, però de fet van passar amb les armes que tenien. Altres pobles van travessar les fronteres de l'imperi limitant-se a saquejar la zona. Davant la negativa de poder controlar-los, se signa un foedus o document que permet l'assentament d'aquests pobles amb la condició que no efectuïn més furts.
Posteriorment i a principis del segle v, l'emperador Honori i el seu primer ministre, Estilicó, portaren una política de col·laboració germànica fins a l'acusació de traïció d'aquest últim. Havent-se assabentat Honori de tal fet, va negar el pacte i va rearmar un exèrcit en contra dels pobles germànics. Alaric, cap dels visigots, reaccionà i saquejà Roma, i a la seva mort, el seu successor va aconseguir terres a Aquitània mitjançant un altre foedus.
Al mateix temps i amb motiu de formar un estat, huns, ostrogots, vàndals i alans, confederats entre tots ells, s'establiren en l'imperi.
L'any 434, Àtila és nomenat kan (rei) i es desplaça cap a Occident, on l'imperi els paga tributs i situa els huns en càrrecs importants per tal d'evitar el saqueig. En un principi, aquesta mesura funciona, però Àtila, amb desig de conquesta, dirigeix el seu exèrcit a les Gàl·lies. L'imperi reacciona i envia les seves tropes junt amb tropes visigodes, franques i burgúndies per evitar l'avanç dels huns. Finalment, Àtila és vençut i el seu estat derrocat, i a conseqüència de tot plegat, els pobles germànics confederats a l'estat dels huns, es disgreguen, es dispersen i realitzen un apropament a l'imperi. Així doncs, els ostrogots signen un foedus i s'instal·len en la regió de la Pannònia, però no s'hi adapten i a causa dels constants saquejos als Balcans, Zenó, l'emperador de l'Imperi Romà d'Orient pacta intel·ligentment amb Teodoric el Gran, rei dels ostrogots, per tal de proposar-li que enviï la seva gent a Itàlia, que destronin Odoacre i formin un regne.
Aquest regne, finalment, és dut a terme mitjançant un govern dual caracteritzat per mantenir una administració italoromana dins d'una administració germànica, i per desenvolupar una religió arriana o catòlica.
A pesar de tot, la duració d'aquest regne és curta. A la mort de Teodoric, esclaten conflictes de successió i enfrontaments entre les dues tendències religioses, que afavoreix la intervenció de l'Imperi Romà d'Orient en el territori.
Paral·lelament a tots aquests fets ocorreguts en el limes oriental, en l'occidental i per la zona del Rin, entren vàndals, sueus, alans i burgundis aprofitant la poca protecció fronterera.
Els vàndals, els sueus i els alans entren saquejant les Gàl·lies i després Hispània mitjançant un pacte amb el general de Britànnia, Geronci. Els vàndals silinges i els alans, els combat l'imperi, i aconsegueix a més exterminar el rex (rei) i el seu comitatius (comitè). Quant als vàndals asdings, una vegada han après les tècniques de navegació, es passen al nord d'Àfrica. I els sueus s'assenten en la Galaecia fins que són derrocats per Leovigild, rei dels visigots.
Finalment, els burgundis ocupen territori sense saquejar i signen un foedus amb l'imperi, que els cedeix terres per formar un regne.
El Regne burgundi no va ser fort, i mentre Teodoric va ser viu no va tenir problemes amb els altres pobles, però a la seva mort els francs l'annexionaren al seu territori.

## Segona onada (seglevi principis del VI)
La segona onada d'invasions bàrbares és onada menys catastròfica, però amb conseqüències més duradores. Es van assentant lentament però amb continuïtat francs, alamans i bàvars, els quals no formen dualisme polític en els seus regnes.
Els francs i Clodoveu I, el punt de partida del Regne franc, van aconseguir convertir el regne en la major potència d'Occident.
Primer van adquirir l'últim enclavament romà a les Gàl·lies, després van convertir-se al cristianisme catòlic, posteriorment establiren un pacte amb els romans d'Orient i un altre amb els burgundis, i finalment van conquistar el Regne visigot.
Quant als alans, van participar en la primera onada, però no van introduir-se en l'imperi fins a la segona. Va ser un regne heterogeni que va romandre independent fins a l'annexió amb els francs.
I els bàvars van crear un regne i es van mantenir independents fins que foren conquerits per Carlemany

## Tercera onada (segles VI I VII)
Aquesta última onada va afectar dos pobles germànics, els llombards i els àvars.
Els llombards són els que produeixen les últimes migracions a Occident. Les seves conquestes són violentes, conquereixen terres i instauren de nou el règim dualista.
Se situen a la Pannònia i signen un foedus amb Justinià, que reconeix aquest territori com a llombard; a més, es converteixen al cristianisme arrià directament.
Aquest foedus es trenca quan Alboí, rei llombard, pren la decisió de traslladar-se a Itàlia i ocupar zones romanes d'Orient.
El problema, això no obstant, d'aquest regne és la inestabilitat política interna, que provocà l'assassinat del rei i els seus successors i l'establiment d'una època de deu anys governada per duces ('ducs') que es dediquen a saquejar el territori. Aquest fet, el va aprofitar l'Imperi Romà d'Orient per reconquerir el territori, però la seva acció va ser descoratjada ben d'hora, ja que els llombards reaccionaren i consolidaren la monarquia fins a la seva annexió amb el Regne carolingi.
Quant al regne àvar, només se sap que eren nòmades eurasiàtics que s'instal·laren a la Pannònia.

## Invasions marítimes
Es produeixen de manera paral·lela a les terrestres.
Són invasions originades per pobles del mar del Nord i de la riba meridional del Bàltic, que tenen l'objectiu d'assolir Britànnia.
La conquesta es produeix en dues onades i els protagonistes foren els angles, els saxons, els juts i els frisons.
Primera onada (segles iii i iv)Són grups que intenten desallotjar els romans de Britànnia. S'assenten en alguns punts ínfims.
Segona onada (segle v)Es consolida una heptarquia de pobles anglosaxons (Sussex, Wessex, Essex, Kent, Mercia, Northumbria, East Anglia) que conquereixen Britànnia.

## Les segones invasions
Es coneix amb l'expressió de segones invasions el moviment de pobles que tingué lloc sobretot en els segles IX i X. Destaquen els víkings, els magiars o hongaresos, i els sarraïns. Els víkings, procedents d'Escandinàvia, realitzaren nombroses incursions per Europa i alguns assentaments importants a les illes Britàniques, Islàndia, Normandia i Sicília. Els magiars o hongaresos, procedents de l'àrea dels Urals, es van establir a l'antiga Pannònia romana, a la conca mitja del Danubi. Els sarraïns (en les fonts, "sarraceni") eren els pirates musulmans que van llançar nombrosos atacs al comerç marítim del Mediterrani occidental i fins i tot contra les costes franceses i de la península Itàlica, on capturaven esclaus.